# 米沢街道
米沢街道（よねざわかいどう）は、陸奥国会津郡若松（現在の福島県会津若松市）と出羽国置賜郡米沢（現在の山形県米沢市）を結ぶ街道である。会津街道とも呼ばれていた。
現在の福島県会津と山形県置賜地方を結び、約14里におよぶ道のりであった。若松城下から途中、熊倉宿に至るまでは、上街道、中街道、下街道が存在しており、それぞれ別の経路であった。
現代の米沢街道は大部分が国道121号およびその旧道に相当する道が地図にも描かれているが、121号の旧道は大峠を経由するのに対し、近世の本街道 (旧米沢街道と呼ばれることが多い) は桧原峠を経由しており経路が異なる。

## 歴史

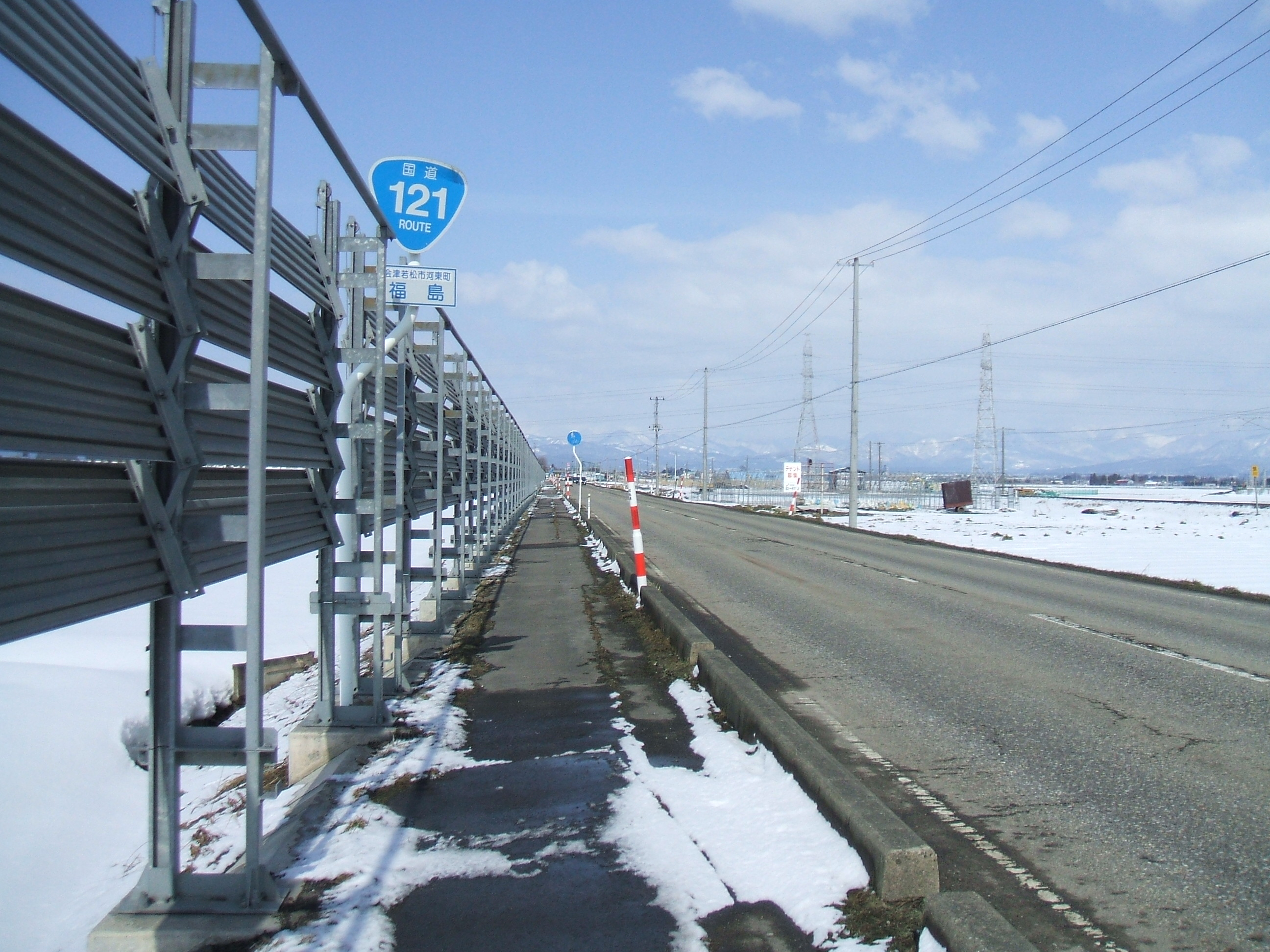
現代において、福島県会津若松市と山形県米沢市を結ぶ国道121号

慶長13年までは上街道および中街道が本街道として用いられていたが、同年に下街道が本街道として定められ、以後は下街道が本街道として用いられている。特に、本街道は、出羽三山参りや柳津虚空蔵尊参りなどにも利用されていた。明治18年には、明治5年に工事が開始された会津三方道路事業が完成し、大峠経由の道路が開通している。その後は、こちらの会津若松より喜多方、大峠を経由して米沢に至る道路も米沢街道と呼ばれている。
現在は、大峠経由の道が「米沢街道」、桧原峠経由の道は「旧米沢街道」と呼ばれることが多い。

## 宿場
- 若松城下（福島県会津若松市）
- 塩川宿（福島県喜多方市）
- 熊倉宿（福島県喜多方市）
- 大塩宿（福島県耶麻郡北塩原村）
- 桧原宿（福島県耶麻郡北塩原村）
- 綱木宿（山形県米沢市）
- 関町宿（山形県米沢市）
- 米沢城下（山形県米沢市）

### 上街道および中街道
慶長13年以降、本街道として用いられた下街道が、若松城下から上高野、笈川、塩川を経由して熊倉宿に至っていたのに対して、先述のように上街道、中街道が別に存在していた。中街道は、下街道の東側を若松城下から藤室、代田、常世を経由して熊倉宿に至っており、上街道は中街道の東側を若松城下から荒久田、金道、常世を経由して熊倉宿に至っていた。若松城下および周辺でも経路が異なり、上街道が街道の起点となる大町の四つ角付近より北に向かい、石堂および荒久田を経由して北へ向かっていたのに対し、中街道、下街道は四つ角付近より七日町などを経由して、藤室に至り、北へ向かっていた。

## 主な峠
- 大塩峠(旧米沢街道)
- 蘭峠(旧米沢街道)
- 桧原峠 (旧米沢街道)
- 大峠 (現代の米沢街道)